# István Simicskó
Dans le nom hongrois Simicskó István, le nom de famille précède le prénom, mais cet article utilise l’ordre habituel en français István Simicskó, où le prénom précède le nom.
István Simicskó, né le 29 novembre 1961 à Tiszalök, est un homme politique hongrois. Il est nommé ministre de la Défense le 7 septembre 2015, en remplacement de Csaba Hende.

## Biographie
István Simicskó termine en 1985 ses études d'économie commerciale (kereskedelmi üzemgazdász) à l'École supérieure du commerce et de la restauration (Kereskedelmi és Vendéglátóipari Főiskola) de Budapest. Il devient en 1991 membre du Parti populaire démocrate-chrétien (KDNP), dont il est membre de la présidence nationale de 1994 à 1996. Il rejoint le Fidesz en 1996, est député du groupe Fidesz au Parlement à partir de 1998, et vice-président du comité national du Fidesz à partir de 2001 ; entre 2000 et 2002, il est secrétaire politique du ministre sans portefeuille chargé des services de renseignement (polgári nemzetbiztonsági szolgálatok, gouvernement Orbán I). À l'Université Loránd Eötvös, il obtient un diplôme de droit économique en 1997 et termine des études de droit en 2002. En 2003, il est le seul député à voter contre le mandat donné au gouvernement pour signer le traité d'adhésion à l'Union Européenne après le référendum hongrois favorable, expliquant son geste par les « failles juridiques » du traité.
Depuis 2006, il fait partie au Parlement du groupe KDNP et est également vice-président du KDNP. En 2009, il obtient un doctorat en sciences militaires à l'université de Défense nationale Miklós Zrínyi, et enseigne depuis 2010 à l'université nationale de l'administration publique qui en est le successeur. De 2010 à 2012, il est secrétaire parlementaire au ministère de la Défense, puis est à partir de 2012 secrétaire d'État à la Jeunesse et aux Sports auprès du ministre des Ressources humaines Zoltán Balog (gouvernements Orbán II et III). Il est chargé du ministère de la Défense en septembre 2015.